# Cruranthura peroni
Cruranthura peroni är en kräftdjursart som först beskrevs av Gary C.B. Poore 1981.  Cruranthura peroni ingår i släktet Cruranthura och familjen Paranthuridae. Inga underarter finns listade i Catalogue of Life.